# Auto Guided Folk
Auto Guided Folk（オート・ガイデッド・フォーク、英: Automated Guided Forklift、AGF）は、コンピュータ制御により無人で搬送するフォークリフトを指す。自動フォークリフト、無人フォークリフト、など、ともいう。なお、フォークリフトの形態に限らない無人搬送車は、AGV（英: Automated guided vehicle(英語版)）もしくはAMR（英: Autonomous Mobile Robot）と総称される。